# Salaris van één dollar

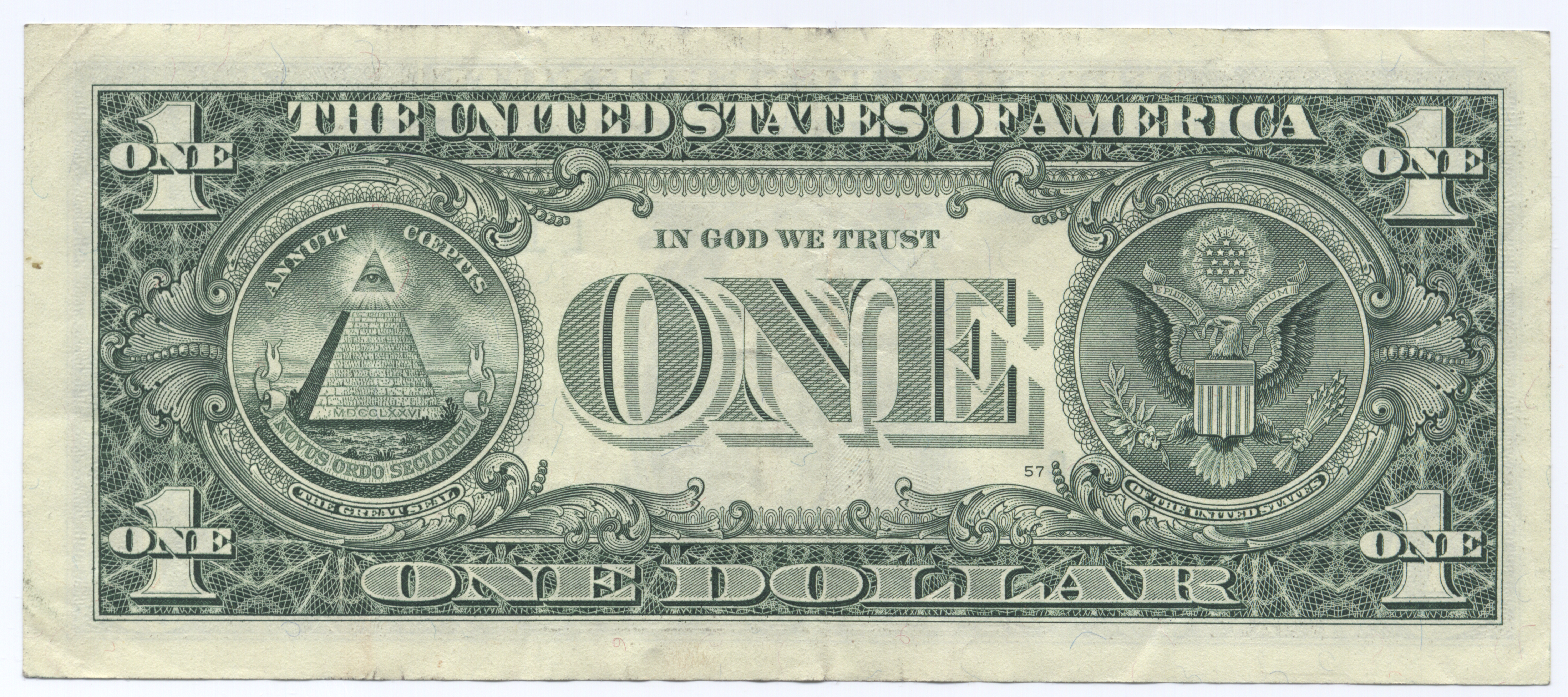
Wanneer topmanagers een salaris van één dollar ontvangen, is dat vooral symbolisch. Vaak worden ze gecompenseerd met bonussen of aandelenopties.

Verschillende topmanagers van grote bedrijven ontvangen een salaris van één dollar. In de plaats van een conventioneel loon, ontvangen zij dan aandelen in het bedrijf (een werknemersoptie of stock option). De voormalige topman van het technologiebedrijf Apple, Steve Jobs, stond erom bekend loon noch aandelenopties ontvangen te hebben sinds 2003. Ook in andere Silicon Valley-bedrijven, zoals Google en Facebook, zijn er topmanagers met een salaris van één dollar. In de Verenigde Staten kan zo'n one-dollar salary belastingvoordelen opleveren.

## Geschiedenis
In het begin tot het midden van de 20e eeuw waren "één-dollarverdieners" zakenlieden en regeringsleiders die de regering hielpen bij het mobiliseren en beheren van de Amerikaanse industrie tijdens oorlogen, met name de Eerste Wereldoorlog, de Tweede Wereldoorlog en de Koreaanse Oorlog. De Amerikaanse wet verbiedt de regering namelijk om de diensten van onbetaalde vrijwilligers te aanvaarden. Tijdens de Eerste Wereldoorlog waren ongeveer 1.000 van dergelijke mensen in dienst bij de Verenigde Staten. Hoewel ze slechts een dollar aan salaris van de overheid ontvingen, werden de meeste leidinggevenden door hun bedrijven betaald.

## Lijst van één-dollarverdieners
- Steve Jobs (Apple Inc.)[2][3][4]
- Mark Zuckerberg (Facebook Inc.) (vanaf 2013)
- Elon Musk (Tesla Motors)
- Lee Iacocca (Chrysler)
- Jerry Yang (Yahoo! Inc.)[5]
- Google Inc.:[6]
  - Larry Page
  - Sergey Brin
  - Eric Schmidt
- Arnold Schwarzenegger (oud-gouverneur van Californië)
- Michael Bloomberg (oud-burgemeester van New York)
- Joseph Marinaccio (Slam Content)
- Henry Samueli (Broadcom Corporation)[7]
- Richard Kinder (Kinder Morgan)
- James Li (Syntax-Brillian)
- Marvell Technology Group:[8]
  - Sehat Sutardja
  - Pantas Sutardja
- John Mackey (Whole Foods Market)[9]
- Meg Whitman (Hewlett-Packard)[10]